# Jordy Clasie
Jordy Clasie (phát âm tiếng Hà Lan: [ˈjɔrdi ˈklaːsi]; sinh ngày 27 tháng 6 năm 1991) là một cầu thủ bóng đá chuyên nghiệp người Hà Lan thi đấu ở vị trí tiền vệ cho câu lạc bộ AZ Alkmaar tại Eredivisie.

## Danh hiệu
Feyenoord
- Johan Cruyff Shield: 2018[3]

Southampton
- Á quân Cúp EFL: 2016–17[4]

Club Brugge
- Belgian Pro League: 2017–18

Hà Lan
- Hạng ba FIFA World Cup: 2014[5]